# Idioma shuar
El shuar o shuar-chicham es un idioma hablado en Ecuador. Se habla en la zona suroriental del Ecuador, donde se asientan comunidades indígenas shuar y está muy cercanamente emparentado con el huambisa del Perú. Aunque el grupo étnico shuar supera los 80 mil miembros, sólo unos 35 mil siguen usando la lengua y es en Ecuador donde habitan la gran mayoría de dicha etnia.

## Aspectos históricos, sociales y culturales

### Etimología del autoglotónimo
Shuar significa en lengua shuar 'ser humano'. En la actualidad este denominativo es mucho más aceptado para referirse al grupo étnico y a la lengua que el mismo habla, en contraposición al término español jíbaro, considerado peyorativo por ellos. Cabe señalar que tanto shuar como jívaro proceden del proto-jivaroano *šiwar(a) 'ser humano'.
El término chicham significa 'habla, lengua' (es la nominalización del verbo chicha- 'hablar') por lo que shuar-chicham se remontaría hasta el proto-jivaroano *šiwar(a) čičam(a) 'lengua de los hombres'.

### Historia reciente
La contribución lingüística del shuar al español no sirvió en mucho a las comunidades shuar para conservar su lengua, hasta la creación de la Federación de Centros Shuar del Ecuador, primera organización de esta clase en América Latina.
A partir de esto se logró obtener el muy útil Sistema de Educación Radiofónica Bilingüe Intercultural Shuar (SERBISH), que inició desde 1968 y más tarde sirvió como eje para el desarrollo de las escuelas bilingües, que recientemente han sido creadas.
El propósito principal de la educación bilingüe e intercultural fue enseñar español a los shuar para que pudiesen demandar igual trato como ciudadanos ecuatorianos y permitir a su idioma ser una lengua moderna y vibrante. Viendo al futuro los shuar, confiando en su fortaleza organizacional se han propuesto proyectos muy ambiciosos como la creación de un canal de televisión educacional, para lo cual ellos están buscando asistencia técnica y financiamiento en el extranjero. 
A pesar de todo esto, solo un tercio de la población ecuatoriana habla una o varias lenguas nativas, los shuar tuvieron que esperar hasta la constitución de 1998 para el reconocimiento formal a que su lengua sea usada oficialmente.

### Distribución
El idioma shuar se habla desde el centro hasta el sur de la región amazónica en Ecuador, específicamente en las provincias de Pastaza, Morona Santiago y Zamora Chinchipe.

## Descripción lingüística

### Fonología
El inventario fonológico establecido por Turner (1958) es relativamente simple:
|              | Labial | Alveolar | Palatal | Velar | Glotal |
| ------------ | ------ | -------- | ------- | ----- | ------ |
| Oclusivas    | p      | t        |         | k     |        |
| Africadas    |        | c        | č       |       |        |
| Fricativas   |        | s        | š       |       | h      |
| Aproximantes | w      | r        | y       |       |        |
| Nasal        | m      | n        |         | ŋ     |        |

El inventario vocálico también es relativamente simple:
|          | orales  | orales    | orales   | nasales | nasales   | nasales |
| anterior | central | posterior | anterior | central | posterior |         |
| -------- | ------- | --------- | -------- | ------- | --------- | ------- |
| cerradas | i       | ɨ         | u        | ĩ       | ɨ̃         | ũ       |
| abiertas |         | a         |          |         | ã         |         |

Algunas fuentes añaden una vocal [e] pero esta es un alófono de /a/ en un entorno palatal, otras fuentes usan la grafía <e> para el fonema /ɨ/.

### Morfología
El shuar es una lengua aglutinante que usa casi exclusivamente la sufijación tanto para la derivación de palabras como para la flexión gramatical (sólo se ha descrito un prefijo que sirve para formar el causativo de algunos verbos).
La morfología nominal es relativamente simple ya que básicamente consiste en raíces desnundas con algún elemento deíctico clitizado, pero no aparecen distinciones de género o número en el nombre o los adjetivos (cuando una forma léxica es objeto verbal se marca con el afijo -n). En cambio la morfología verbal es notoriamente compleja. Una forma verbal puede marcar aspecto, tiempo-modo, agente, paciente, negación y evidencialidad. Una formal verbal personal en shuar suele consistir en una larga cadena de sufijos de la siguiente forma:
| Raíz | Relación pronominal                  | Nomina- lizador | Aspecto          | Negación | Tiempo- Modo          | Persona 1     | Persona 2        | Evidencial       |
| ---- | ------------------------------------ | --------------- | ---------------- | -------- | --------------------- | ------------- | ---------------- | ---------------- |
| V    | -ram/-rma/-tma -karta/-kartu -tu/-ru |                 | -Ø/-i -k i -r -s | -č(a)    | -Ø -ma -mia -tat/-tta | -ha -h -me -u | -Ø -ha -h -me -u | -i -api -k -(a)š |
| V    | -tniu                                |                 |                  |          |                       |               |                  |                  |
| V    |                                      | -a -it          |                  |          |                       |               |                  |                  |
El siguiente cuadro muestra la conjugación del verbo 'ser, estar' en el presente:
| Penke chicham | Penke chicham |
| ------------- | ------------- |
| wi yaitjai    | 'estoy, soy'  |
| ametme        | 'estás, eres' |
| ni yaiti      | 'está, es'    |

### Sintaxis
Respecto al orden básico el shuar es una lengua muy consistentemente SOV:
ni páŋgi uncúri éyncu amúk-ma
3ª.SG serpiente mucha gente matar-PF
'La serpiente mató a mucha gente'.

### Vocabulario
Desde la última colonización realizada por los migrantes mestizos y blancos a la Amazonía Ecuatoriana, la lengua shuar ha servido como base para los muchísimos topónimos y nombres de plantas que ahora existen en las provincias de Pastaza, Morona Santiago y Zamora Chinchipe.